# Omblèze
Omblèze là một xã thuộc tỉnh Drôme trong vùng Auvergne-Rhône-Alpes ở đông nam nước Pháp. Xã Omblèze nằm ở khu vực có độ cao từ 388-1581 mét trên mực nước biển.